# National League 1879
National League 1879 var den fjerde sæson i baseballligaen National League, og ligaen havde deltagelse af otte hold. Kampene blev spillet i perioden 1. maj – 30. september 1879. Mesterskabet blev vundet af Providence Grays, som vandt 59 og tabte 25 kampe, og som dermed vandt National League for første gang.

## Resultater
| Plac. | Hold                     | Kampe | Vundne | Uafgj. | Tabte | Proc.  |
| ----- | ------------------------ | ----- | ------ | ------ | ----- | ------ |
| 1.    | Providence Grays         | 85    | 59     | 1      | 25    | 70,2 % |
| 2.    | Boston Red Caps          | 84    | 54     | 0      | 30    | 64,3 % |
| 3.    | Buffalo Bisons           | 79    | 46     | 1      | 32    | 59,0 % |
| 4.    | Chicago White Stockings  | 83    | 46     | 4      | 33    | 58,2 % |
| 5.    | Cincinnati Red Stockings | 81    | 43     | 1      | 37    | 53,8 % |
| 6.    | Cleveland Blues          | 82    | 27     | 0      | 55    | 32,9 % |
| 7.    | Syracuse Stars           | 71    | 22     | 1      | 48    | 31,4 % |
| 8.    | Troy Trojans             | 77    | 19     | 2      | 56    | 25,3 % |